# Бертелсдорф
Бертелсдорф (њем. Berthelsdorf) општина је у њемачкој савезној држави Саксонија. Једно је од 59 општинских средишта округа Герлиц. Према процјени из 2010. у општини је живјело 1.702 становника. Посједује регионалну шифру (AGS) 14626040.

## Географски и демографски подаци
Бертелсдорф се налази у савезној држави Саксонија у округу Герлиц. Општина се налази на надморској висини од 290 метара. Површина општине износи 22,2 km².

## Становништво
У самом мјесту је, према процјени из 2010. године, живјело 1.702 становника. Просјечна густина становништва износи 77 становника/km².